# Pseudo-Apollodórova Bibliothéka
Bibliothéka, starořecky Βιβλιοθήκη Bibliothéké „knihovna“, je kompendium řeckých mýtů, tradičně členěné do tří knih a vzniklé někdy v 1. či 2. století po Kristu. Dílo bylo připisováno Apollodórovi z Athén, to se však ukázalo jako omyl. Skutečný autor je tak neznámý a je označován jako Pseudo-Apollodóros. Může se jednat o epitom, zkrácený výtah, z nedochovaného rozsáhlejšího díla. První zmínka o tomto díle pochází až z 9. století, od patriarchy Fótia, jež uvádí jako autora Apollodóra – právě to vedlo pozdější učence k připsání Bibliothéky Apollodórovi z Athén. Ve 13. století bylo dílo téměř ztraceno, přežil pouze jeden nekompletní rukopis, z něhož pořídil v 15. století Basilius Bessarion opis, který je zdrojem všech pozdějších přepisů.